# Shanstaten
Shanstaten är en delstat i östra Myanmar som omfattar med 6,2 miljoner invånare (2010) och en yta på 155 800 km2  och området utgör en stor del av den så kallade gyllene triangeln. Omkring hälften av befolkningen utgörs av folkgruppen shan. Huvudstaden heter Taunggyi.

## Geografi
Shanstaten består av en högslätt som ligger mellan 600 och 1 200 m ö.h. med omgivande berg och avvattnas av Salween med biflöden. Området är rikt på zink, silver och bly.

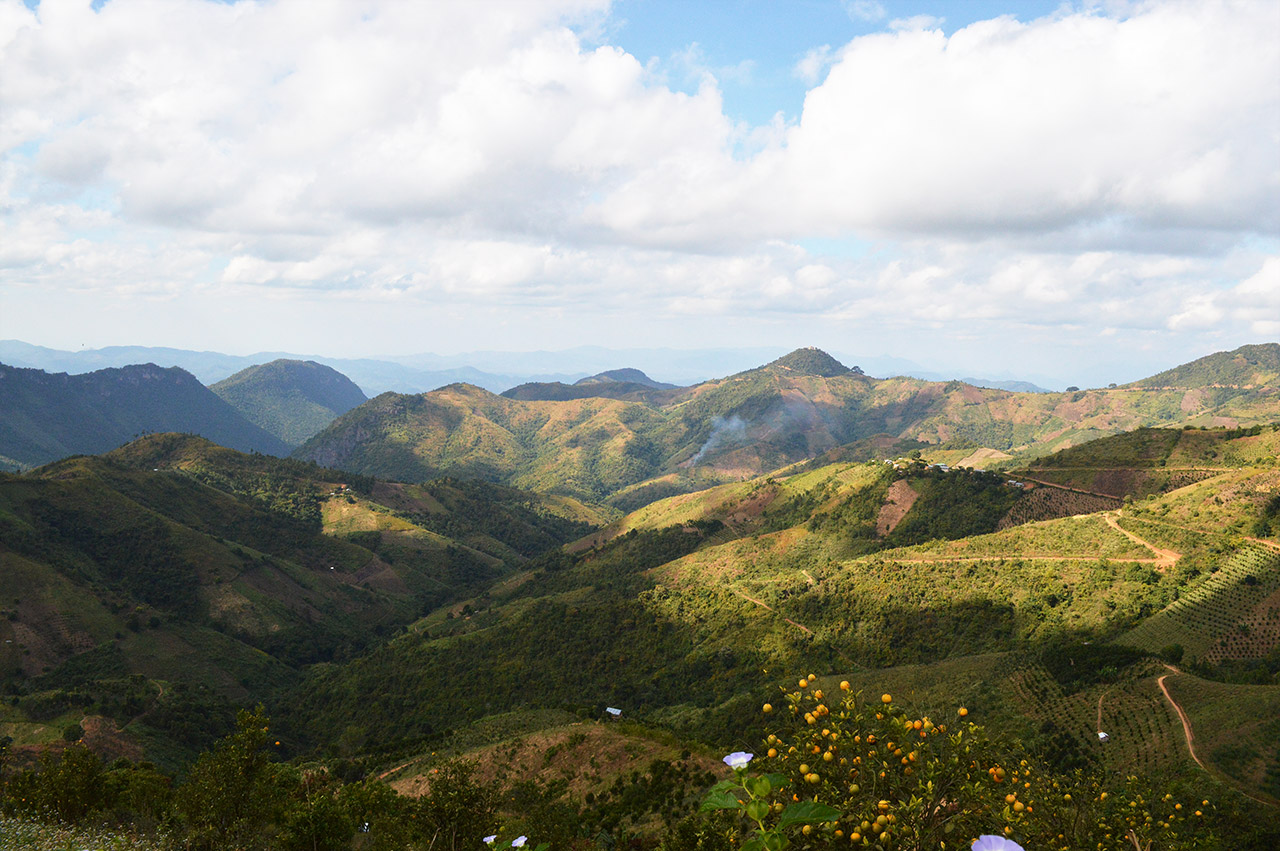
Landskap i södra Shanstaten

## Historia
Under medeltiden fanns inom det som nu är Shanstaten flera mindre kungariken som nådde sin storhetstid under 1100- till och med 1300-talet. Befolkningen utgjordes bland annat av shanfolket och karener. Efter Burmas självständighet  1948 bröt våldsamma strider ut i Shanstaten mellan väpnade grupper som  var intresserade av inkomsterna från opiumhandeln i området och som samtidigt bekämpade Burmas centralmakt. I samband med Ne Wins makttillträde i Burma 1958 bestämdes att shan- och kachinfolken inte skulle få bryta sig loss från Burma eftersom det skulle riskera att hela landet skulle brytas isär.

## Jordbruk
Shanfolket odlar ris, frukt, grönsaker och tobak i dalgångarna i Shanstaten som också utgör en betydande del av gyllene triangeln som under den senare delen av 1900-talet var ett stort centrum för odling av opievallmo som var en inkomstkälla för de fattiga bönderna i området. Opieodlingen nådde sin topp under mitten av 1900-talet för att sedan sjunka igen.  Burma är trots detta världens näst största producent av olagligt opium med 5% av produktionen. Efter 2006 har odlingen åter ökat.